# Lothar von Hausen
Lothar Friedrich Clemens Freiherr von Hausen (* 24. September 1845 in Dresden; † 19. Februar 1920 ebenda) war ein sächsischer Generalleutnant.

## Leben

### Herkunft
Lothar entstammte der freiherrlichen 1. Linie des Adelsgeschlechts von Hausen. Er war ein Sohn des sächsischen Generalleutnants und Stadtkommandanten von Dresden Clemens von Hausen (1809–1879) und dessen Ehefrau Anna, geborene von Ammon, Tochter des Augenarztes August von Ammon. Seine beiden Brüder Max (1846–1922) und Arndt (1851–1919) schlugen ebenfalls eine militärische Laufbahn ein und erreichten den Rang eines Generaloberst bzw. eines Generalleutnants. Die Schwester Helene war mit dem sächsischen Generalleutnant Kurt von Schmalz verheiratet.

### Militärkarriere
Lothar wurde 1863 zum Fähnrich beim 10. Infanterie-Bataillon der Sächsischen Armee in Dresden ernannt, wobei am 30. März des Jahres seine Beförderung zum Leutnant erfolgte. Mit seinem Verband nahm er 1866 während des Krieges gegen Preußen an der Schlacht bei Königgrätz teil. Nach der Niederlage Sachsens und der Neuorganisierung der Armee wurde Hausen Anfang April 1867 als Regimentsadjutant in das aus seinem Bataillon neuformierte 7. Infanterie-Regiment „Prinz Georg“ Nr. 106 versetzt und avancierte am 25. Juli 1867 zum Premierleutnant. In den Jahren 1868/70 war er als Inspektionsoffizier zur Kriegsschule der Preußischen Armee in Erfurt kommandiert.
Mit Beginn des Krieges gegen Frankreich kehrte Hausen zu seinem Regiment zurück und nahm an den Kämpfen bei Gravelotte, Verdun, Beaumont, Villiers sowie der Einschließung und Belagerung von Paris teil. Für sein Wirken zeichnete ihn König Johann mit dem Ritterkreuz seines Verdienstordens und dem Albrechts-Orden mit Kriegsdekoration aus. Außerdem erhielt Hausen das Eiserne Kreuz II. Klasse.
Vor dem Vorfrieden von Versailles stieg er am 22. Februar 1871 zum Hauptmann und Kompaniechef im 8. Infanterie-Regiment „Prinz Johann Georg“ Nr. 107 auf und kam 1873 in gleicher Eigenschaft in das 1. Jäger-Bataillon Nr. 12. Unter Beförderung zum Major folgte am 17. September 1882 eine Verwendung als Bataillonskommandeur im Schützen-(Füsilier-)Regiment „Prinz Georg“ Nr. 108. 1887 wurde er Kommandeur des 3. Jäger-Bataillons Nr. 15 und am 22. Juni 1888 zum Oberstleutnant befördert. Nach Beförderung zum Oberst am 19. April 1891 wurde er Kommandeur des 1. (Leib-) Grenadier-Regiments Nr. 100.
Am 31. Mai 1895 erfolgte mit der Beförderung zum Generalmajor seine Ernennung zum Kommandeur der 3. Infanterie-Brigade Nr. 47. Er stieg am 26. März 1899 mit Patent vom 17. Dezember 1898 zum Generalleutnant auf und wurde erster Kommandeur der neuformierten 4. Division Nr. 40 in Chemnitz. In Genehmigung seines Abschiedsgesuches wurde Hausen am 23. März 1901 mit Pension und der Erlaubnis zum Tragen der Generalsuniform  mit den vorgeschriebenen Abzeichen zur Disposition gestellt. Nach seiner Verabschiedung würdigte ihn König Albert im April 1902 mit dem Großkreuz des Albrechts-Ordens.
Er lebte in Dresden-Blasewitz und erhielt am 22. Mai 1909 die Erlaubnis zum Tragen der Uniform des 1. (Leib-) Grenadier-Regiments Nr. 100.

### Familie
Hausen war seit dem 28. Oktober 1876 mit Anna Plaßmann (* 1853) verheiratet. Aus der Ehe ging der Sohn Lothar (1879–1918) hervor, der während des Ersten Weltkriegs als sächsischer Hauptmann in einem Feldlazarett seinen Verwundungen erlag.